# Balogh András (történész)
Balogh András (Budapest, 1944. március 6. –) magyar történész, diplomata, egyetemi tanár, a történelemtudományok (akadémiai) doktora. Kutatási területe a magyar külpolitika története, Magyarország integrációs törekvései és a fejlődő világ. 1988 és 1992 között újdelhi, illetve 2005 és 2010 között bangkoki nagykövet. 1995 és 1999 között a Magyar Külügyi Intézet főigazgatója. 2003-tól több éven át a Magyar Szocialista Párt Táncsics Mihály Alapítványának vezetője. 2010-ben a párt köztársasági elnöknek jelölte, később a párt elnökhelyettesévé választották.

## Életpályája
1962-ben érettségizett, majd felvették az Eötvös Loránd Tudományegyetem Bölcsészettudományi Kar történelem szakára. Itt szerzett tanári diplomát 1967-ben. Ennek megszerzése után az egyetem új- és legújabb kori egyetemes történelem tanszékén kapott állást. Az 1970-es évek második felétől egyetemi docensként dolgozott, majd 1987-ben vette át egyetemi tanári kinevezését. Több éven át a tanszék vezetője volt. Az ELTE-n kívül más magyar, illetve külföldi egyetemeken oktatott. 1999 és 2002 között Széchenyi professzori ösztöndíjjal kutatott. Egyetemi munkái mellett 1976 és 1983 között a Magyar Szocialista Munkáspárt Központi Bizottsága külpolitikai konzultánsa volt. 1988-ban kinevezték Magyarország újdelhi nagykövetévé, emellett akkreditálták Bangladesbe, Srí Lankára, Nepálba, Afganisztánba, Mianmarba és a Maldív-szigetekre is. 1992-ben hívták haza. Ekkorra a Honvédelmi Minisztérium Stratégiai és Védelmi Kutatóintézetének lett főmunkatársa. 1994-ben a külügyminiszter főtanácsadója volt, majd a Magyar Külügyi Intézet főigazgatójává nevezték ki. Itt 1999-ig dolgozott. 2005-ben Magyarország bangkoki nagykövete lett, emellett akkreditálták ismét Mianmarba.
1976-ban védte meg a történelemtudományok kandidátusi, 1996-ban akadémiai doktori értekezését. Az MTA Politikatudományi Bizottságának és a Nemzetközi Tanulmányok Bizottságának lett tagja, utóbbinak több évig elnöke. Akadémiai munkái mellett 1985 és 1988 között a Magyar Politikatudományi Társaság alelnöke, illetve a nemzetközi politikai szakosztály elnöke volt. 1995 és 1999 között a Külpolitika című folyóirat szerkesztőbizottságának elnöke volt, 1999-ben a Külügyi Szemle, 2001-ben az Európa 2002 szerkesztőbizottságának lett tagja. Emellett közéletileg továbbra is aktív maradt: 1996 és 1999 között a kormány mellett működő integrációs stratégiai munkacsoport egyik koordinátora, 2003 és 2005 között a miniszterelnök nemzetközi stratégiai tanácsadója volt. 2003-ban a Magyar Szocialista Párt alapítványa, a Táncsics Mihály Alapítvány kuratóriumának elnöke lett. 2010-ben, a párt Baloghot jelölte köztársasági elnöknek, a kétharmados többséggel rendelkező kormánypárti jelölttel, Schmitt Pállal szemben. 59 szavazattal azonban már az első fordulóban vereséget szenvedett. A párt 2010-es tisztújító kongresszusán az MSZP elnökhelyettesévé választották.

## Munkássága
Fő kutatási területei a magyar külpolitika története, Magyarország integrációs törekvései és a fejlődő világ.
Munkásságának kezdetén a fejlődő világ történetével foglalkozott, több könyvet jelentetett meg a gyarmatok történetéről, illetve felszabadulásukról mind Afrika, mind Ázsia tekintetében. A magyar külpolitikával kapcsolatos munkái elsősorban az időszerű kérdések tárgyalásával, illetve Magyarország különböző integrációinak problematikáival foglalkoztak. A nemzetközi kapcsolatok kutatása során az egyenlőtlenség okainak és következményeinek kutatásával is foglalkozott. Több munkája jelent meg globalizációs témakörben, itt központi témája a nemzeti kérdés volt.

## Főbb publikációi
- Társadalom és politika a gyarmati Indiában (1979)
- A gyarmati rendszer története 1870–1955 (1980)
- A Political History of National Liberation Movement in Asia and Africa 1914–1985 (1988)
- Nemzet és történelem Indiában (1988)
- A nemzeti kisebbség és a nemzetközi biztonság (1994)
- A magyar külpolitika prioritásai (1996)
- Integráció és nemzeti érdek (1998)
- Regionalizmus az Európai Unióban; szerk. Balogh András, Papp Gábor; MKIK, Bp., 2001 (Vállalkozók Európában)
- Világpolitikai átrendeződés szeptember 11-e után (2001)
- Nemzet és nacionalizmus (társszerző, 2002)
- On the challenges of the 21st century; szerk. Balogh András, Szabó Hervai Gyöngyvér; Kodolányi European Integration Research & Development Institute, Siófok, 2005
- Bevezetés Délkelet-Ázsia történelmébe; ELTE Eötvös, Bp., 2015